# Ломбардія
Ломба́рдія (італ. Lombardia, ломб. Lumbardía) — регіон Італії. Розташований на півночі країни. Складається з 12 провінцій. Столиця — Мілан. Населення — 10 020 210 осіб (2012).

## Історія

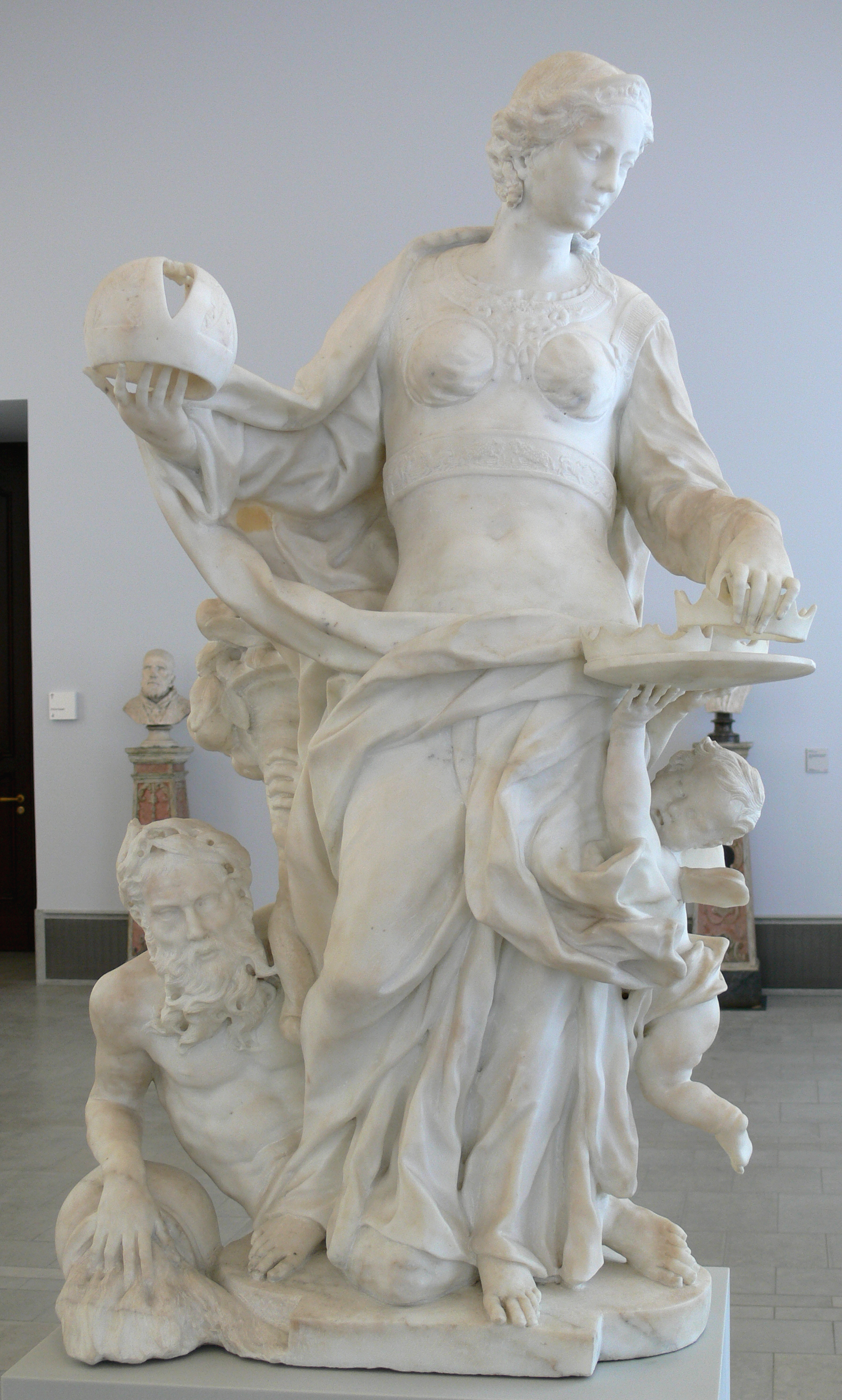
Алегорія Ломбардії з Залізною короною в руці, скульптор Джованні Баратта, Берлін, музей Боде.

Назва Ломбардія походить від імені лангобардів. Протягом двох століть лангобарди прийняли католицьку релігію (раніше вони були аріанами) переможених; їхні мови злилися і переможці підпали під сильний культурний вплив переможених; у IX столітті населення стало вже не германське, а італійське.
Коли припинилася італійська гілка Каролінгів, Ломбардія зробилася об'єктом боротьби між місцевими герцогами та бургундськими королями, поки в 951 році Оттон I не приєднав її знов до римсько-німецької імперії. Залежність від імперії була, проте, чисто фіктивною. Навколишні сеньйоральні володіння частково добровільно, частково мимоволі підкорялися їй; феодальні володарі охоче селилися в містах, де вони, маючи у своєму розпорядженні багатства і прибічників, могли користуватися значним впливом на керівництво. Багато міст склали «ломбардський союз міст», на чолі якого стояв Мілан.
Коли Фрідріх Барбаросса почав свої походи на Італію, він зустрів з боку союзу рішучу протидію. У 1158 році, проте, Мілан здався імператору, сплатив йому данину і видав заручників; Фрідріх отримав можливість коронуватися лангобардською залізною короною. З 28 уповноважених від 14 ломбардських міст і 4 юристів Болонського університету, що відстоювали ідею необмеженості імператорської влади, був складений комітет, який повинен був виробити закони для ломбардських міст; новими законами королеві було надано призначення герцогів, правителів (подеста), суддів; міста позбавлені права укладати союзи, тримати війська, набувати нових земель. Мир на таких умовах не міг бути довговічним, але нова війна закінчилася взяттям і повним руйнуванням Мілана (1162). Через два роки в багатьох містах знову сталися повстання; імператорських правителів прогнали, і міста знов уклали союзи, які скоро злилися в один ломбардський.
Страшна поразка Фрідріха під Леньяно (1176) призвела спочатку до 6-річного перемир'я, а потім до Констанцького миру (1183), за яким міста повернули собі старі вільності; за імператором залишилася лише тінь влади. У наступні десятиліття ломбардські міста швидко розвинулися і розбагатіли, чому сприяли хрестові походи; своєю розкішшю вони приголомшували іноземців. Ломбардський союз розпався; його місце зайняли конфедерації, політичними центрами яких були в Ломбардії Мілан і Павія, а поза нею, на півночі Італії, Флоренція, Болонья, Піза, Генуя, Венеція. Ці конфедерації та окремі міста ворогували між собою; союзи укладалися, видозмінювалися і розпадалися; постійно виникали нові угрупування міст, але проти домагань імператорської влади спочатку вони всі були одностайні.
У 2020 році Ломбардія стала епіцентром епідемії коронавірусу. Перший випадок зараження було виявлено 30 січня. 22 лютого 10 міст у регіонах Ломбардія та Венето було закрито на карантин. У них мешкає близько 50 тисяч людей. Не працювали школи та крамниці, було скасовано всі масові заходи, обмежено залізничне сполучення, людей просили залишатися вдома. Більшість померлих були літніми людьми із середнім віком 80 років.

## Географія
Ломбардія розташована в північній Італії між Альпами та долиною річки По. Вона межує з такими регіонами: П'ємонт, Емілія-Романья, Венето, Трентіно, а також зі Швейцарією.
У Ломбардії мешкає одна шоста частина всього населення Італії. Столиця регіону Мілан є найбільшим містом північної Італії.

### Провінції
Бергамо (BG), Брешія (BS), Комо (СО), Кремона (CR), Лекко (LC), Лоді (LO), Мантуя (MN), Мілано (MI), Монца і Бріанца, Павія (PV), Сондріо (SO), Варезе (VA).

### Річки
Найбільші річки: По (652 км), Адда (312 км), Тічино (248 км). Найбільші озера: Ґарда, Маджоре, Комо, Луґано, Ізео. Найвищі гори: Піццо Берніна (4049 м), Монте Дісґрація (3678 м), Адамелло (3556 м).

### Парки
Національний парк Стельвіо. Регіональні природні парки: Північна Адда, Південна Адда, Берґамські пагорби, Північне Ольйо, Південне Ольйо, Берґамські Ороб'є, Ороб'є Вальтеллінезі, Серіо, Адамелло, Верхня Бреш'янська Ґарда, Пінета ді Ап'яно Джентіле є Традате, Спіна Верде ді Комо, Долина Ламбро, Монте Барро, Монтевекк'я, Долина Куроне, Мінчо, Сільськогосподарський парк Мілан-Південь, Ґроане, Мілан-Північ, Ломбардійський парк долини Тічино, Кампо дей Фіорі.

## Пам'ятки історії й культури

Катедральний собор, Павія.

- Фреска «Таємна вечеря» (Леонардо да Вінчі),
- Театр Ла Скала,
- Амброзіанська бібліотека (1603, друга публічна бабліотека в Західній Європі, засновик — кардинал Федеріко Борромео)
- Кастелло Сфорцеско,
- Кафедральний собор Дуомо,
- Оспедале Маджоре, 15 ст.
- Галерея короля Віктора Еммануїла ІІ (торговельний комплекс-пассаж 19 ст.)

(усі — Мілан),
- Капелла Коллеоні (Берґамо),
- Кастелло Віконтео (Павія),
- Собор (Комо),
- Собор та хрестильня (Кремона),

## Мантуя
- Герцогський палац
- церква Сан Себастьян, 15 с.

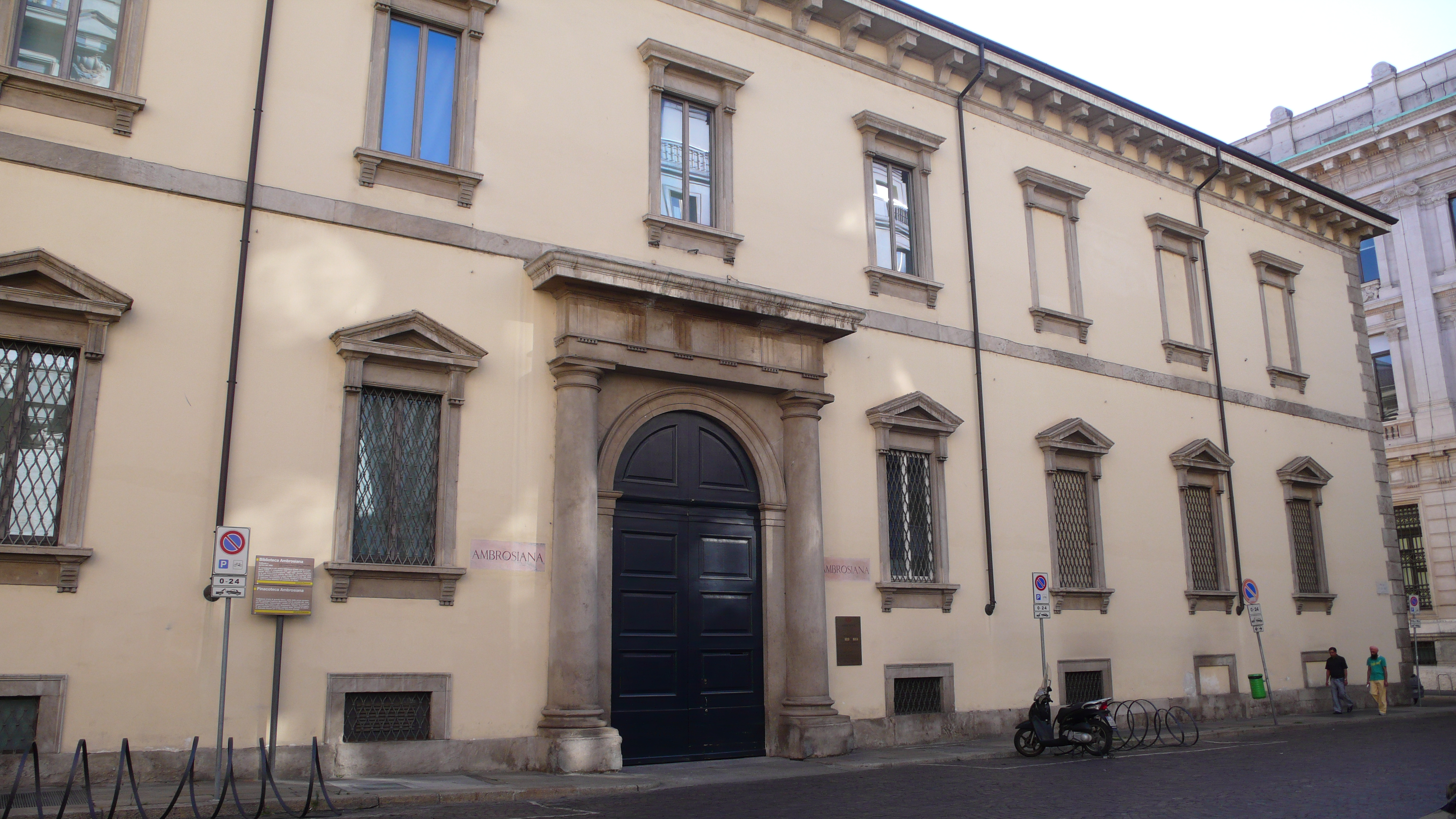
Амброзіанська бібліотека, Мілан,  сучасне приміщення
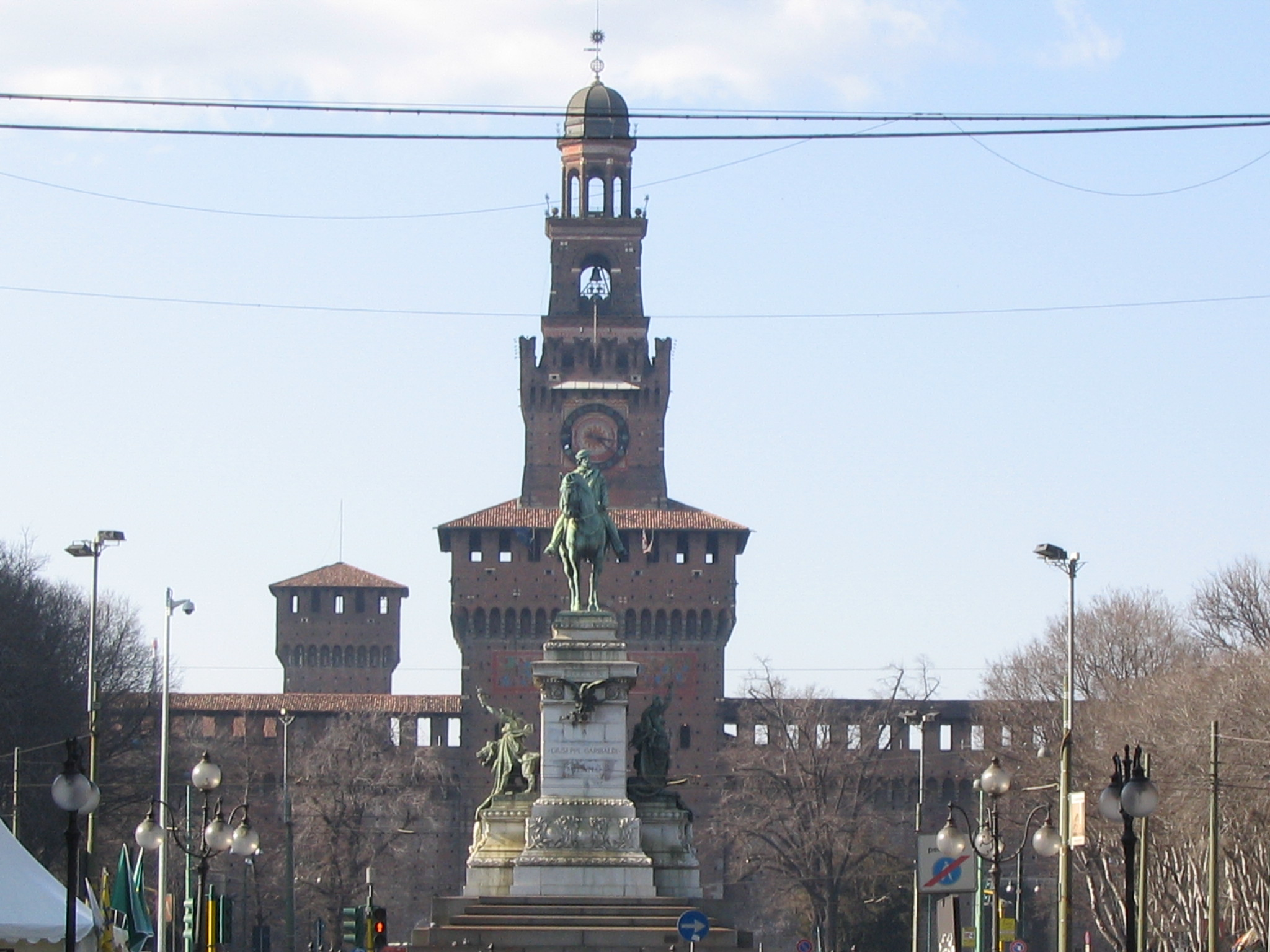
Замок Сфорца
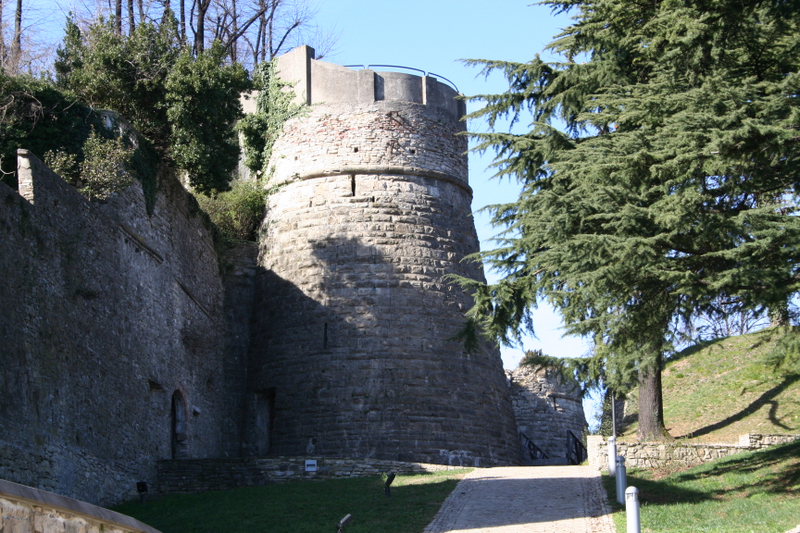
Замок ді Сан Віджиліо, Бергамо
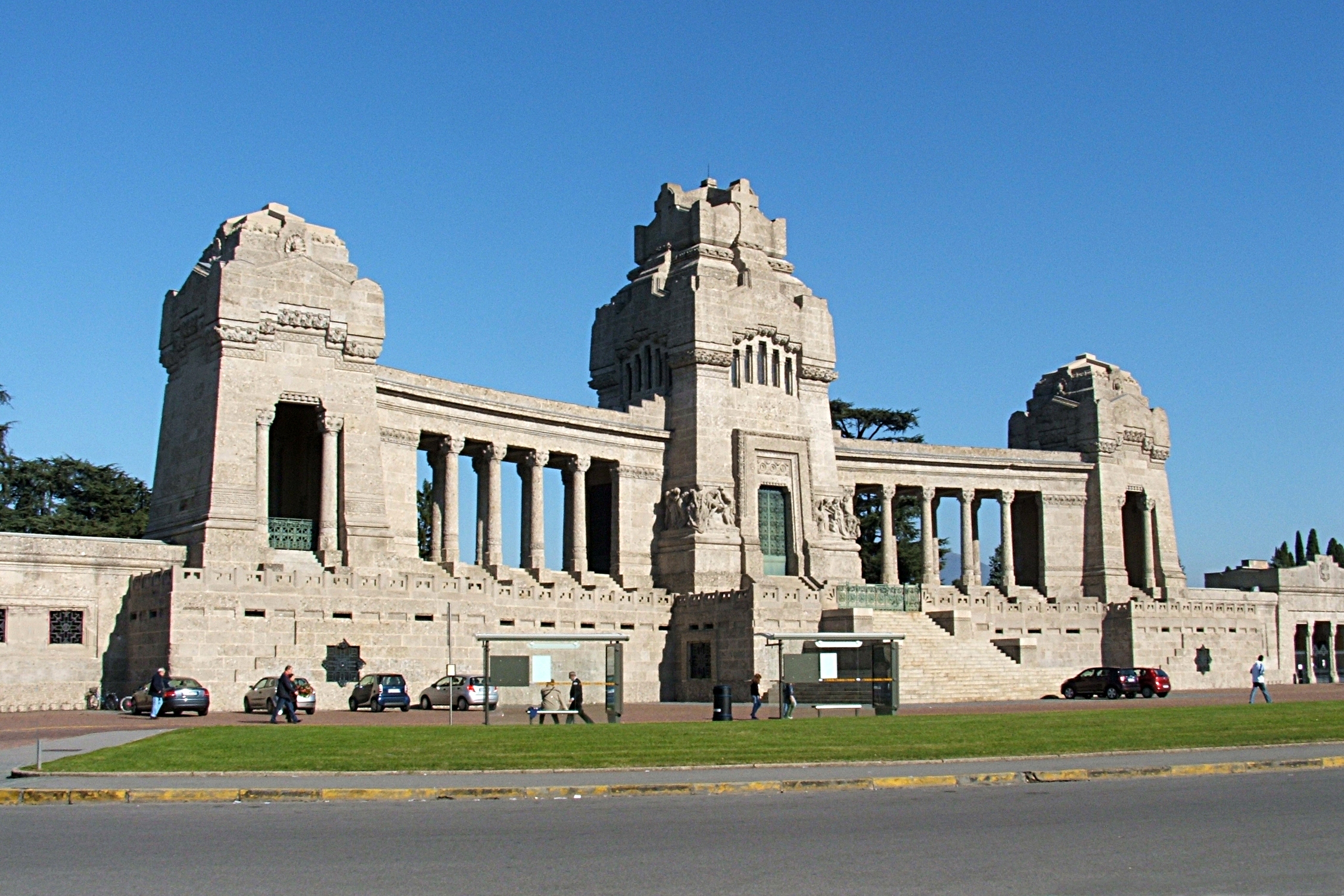
Бергамо, Пропілеї цвинтаря доби сецесії
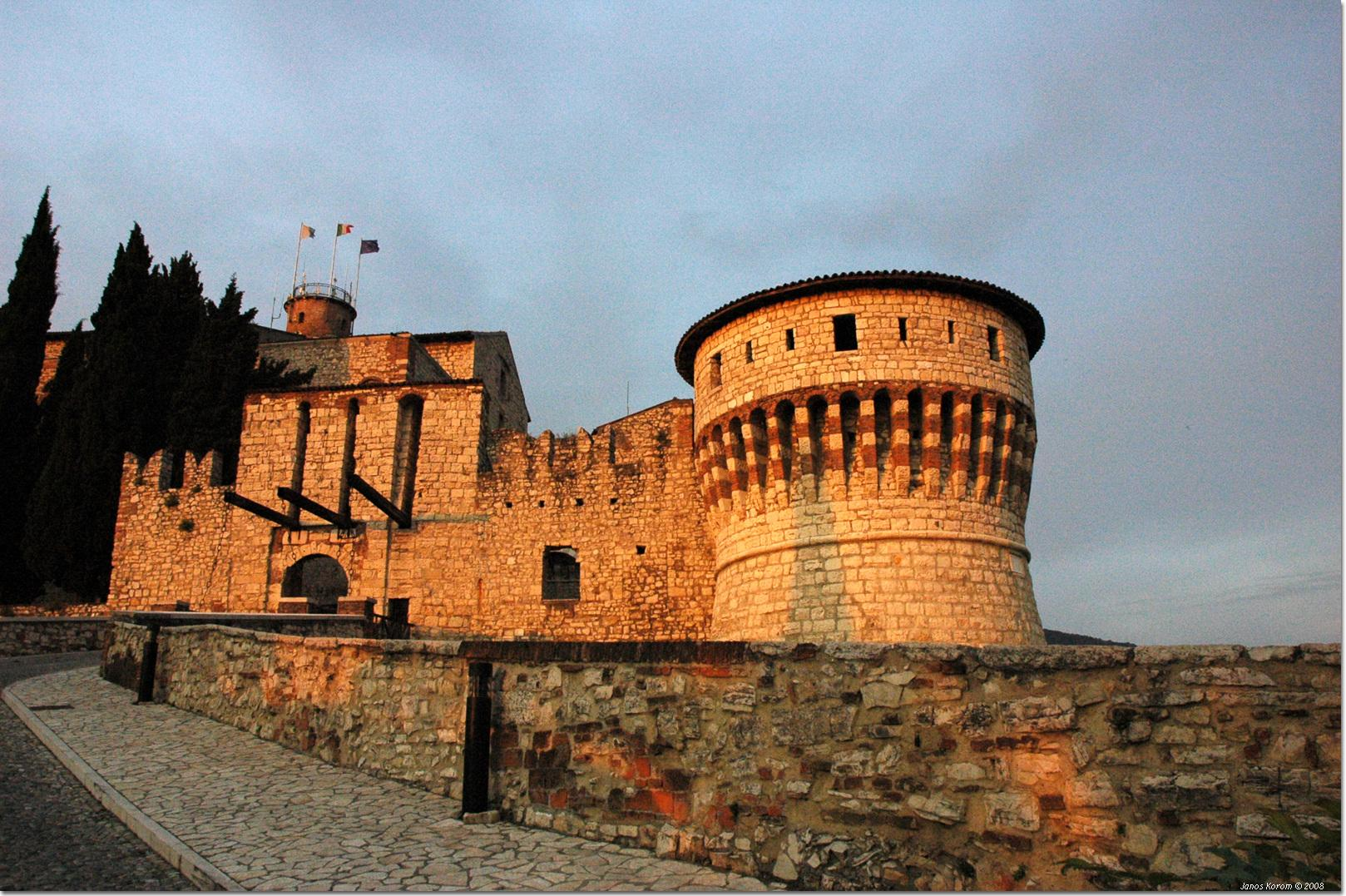
Замок в Брешії
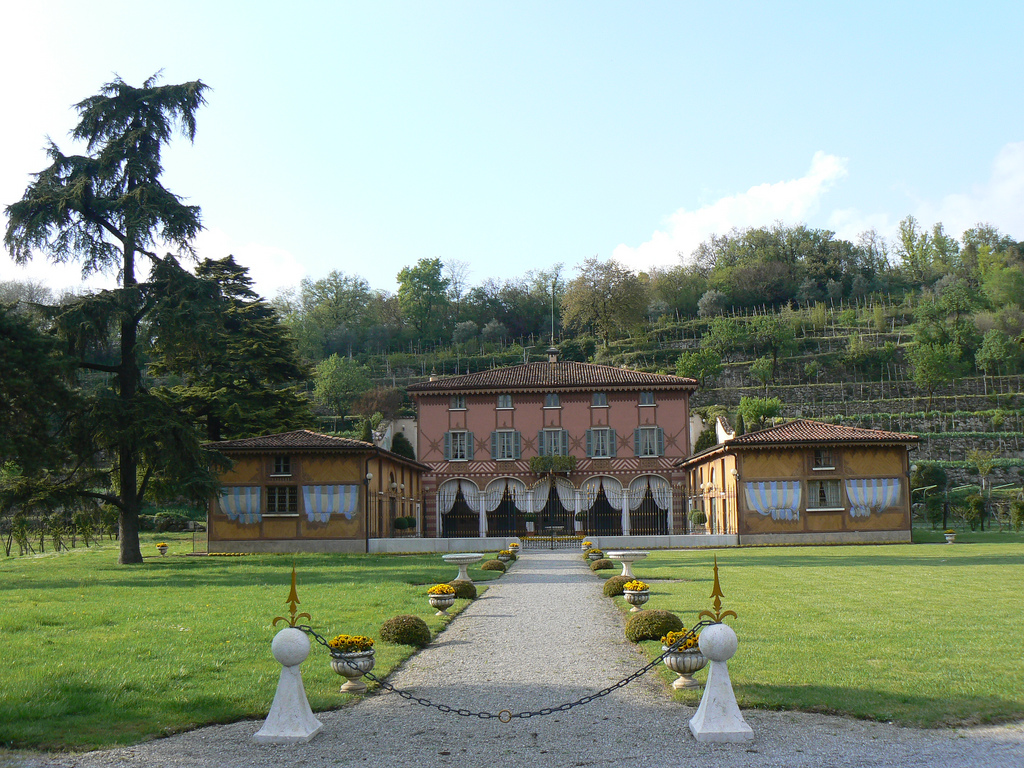
Вілла Бадія Піккола, Брешія
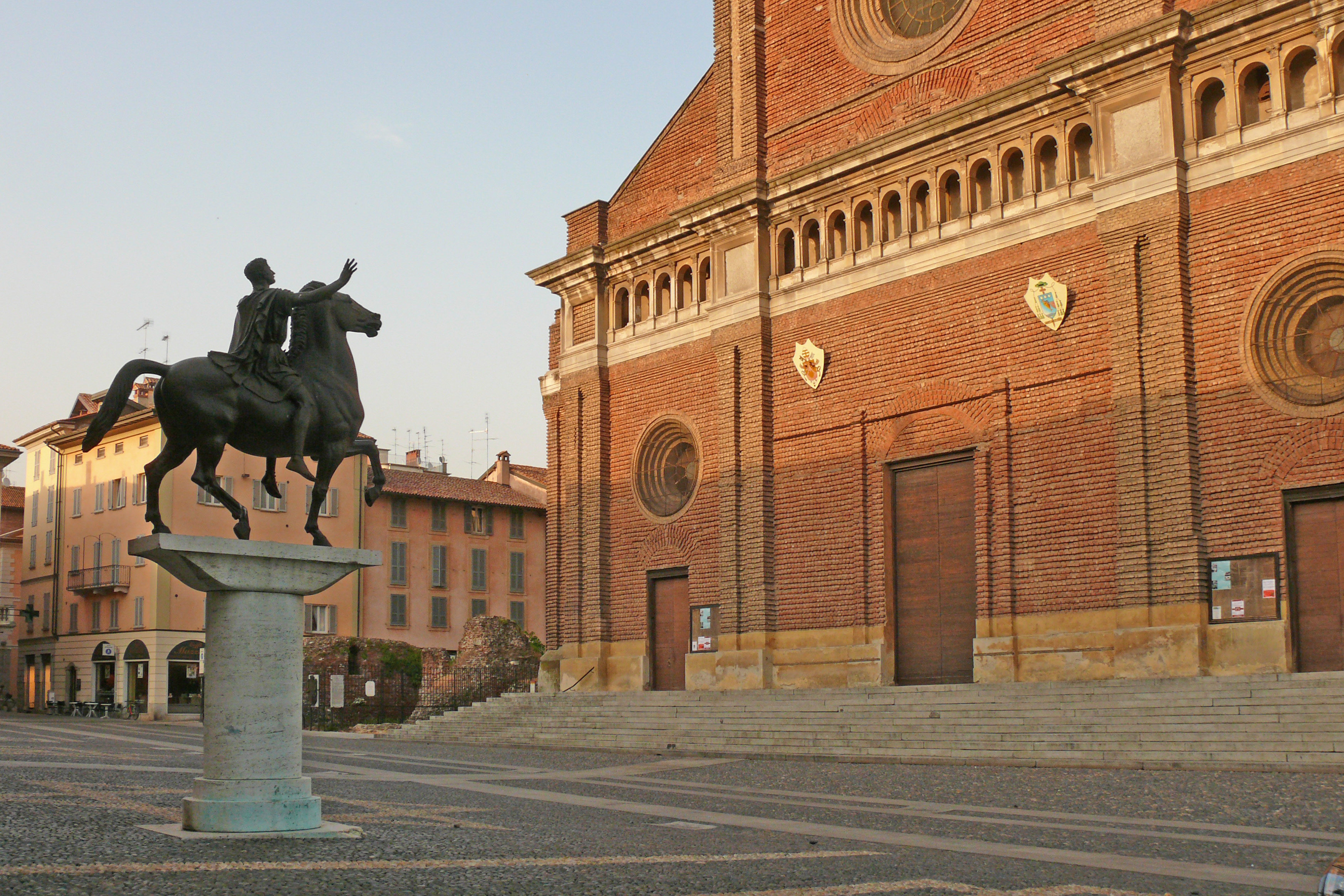
Павія, площа перед Катедральним собором
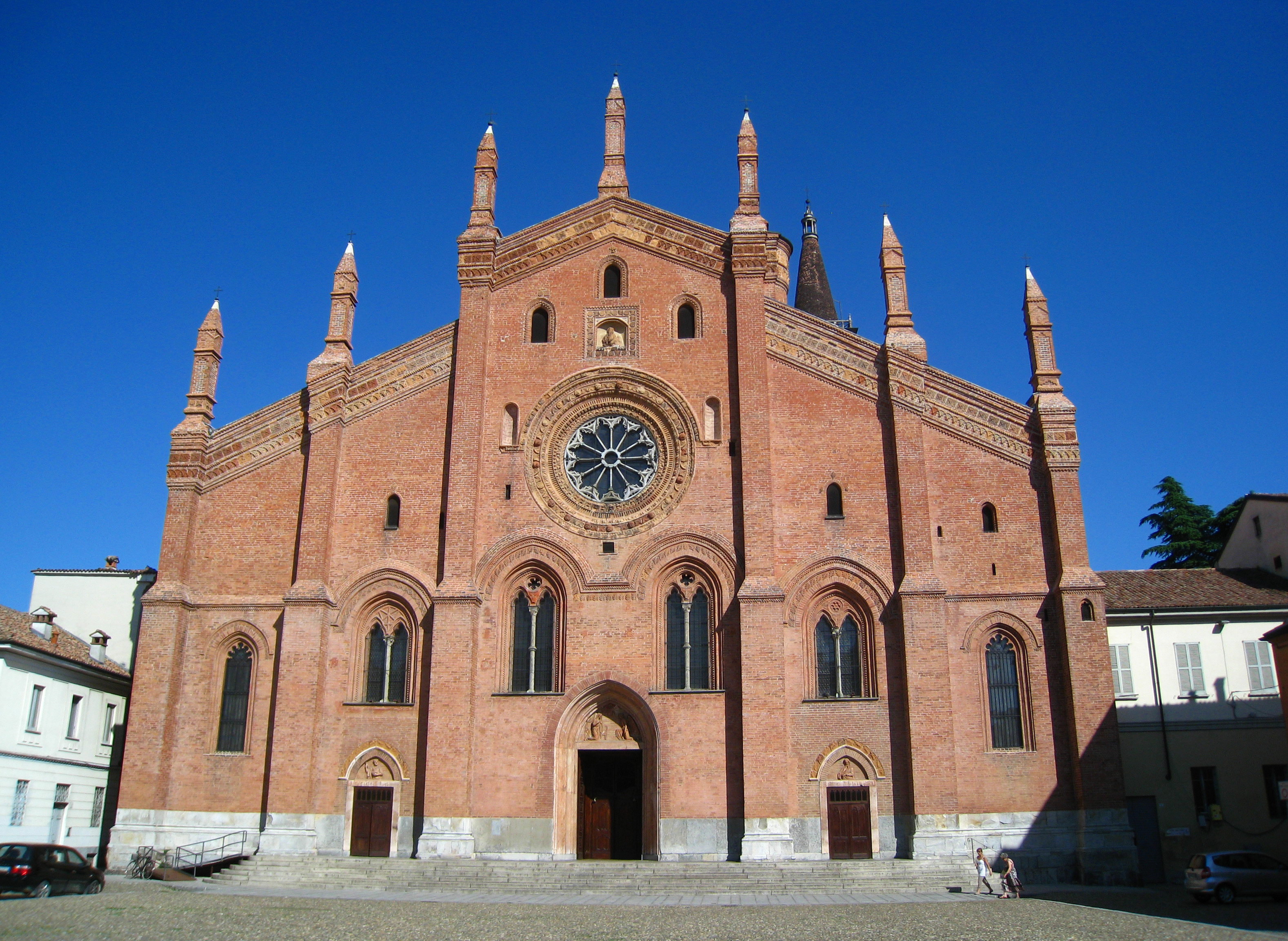
Церква Санта Марія дель Карміне, Павія
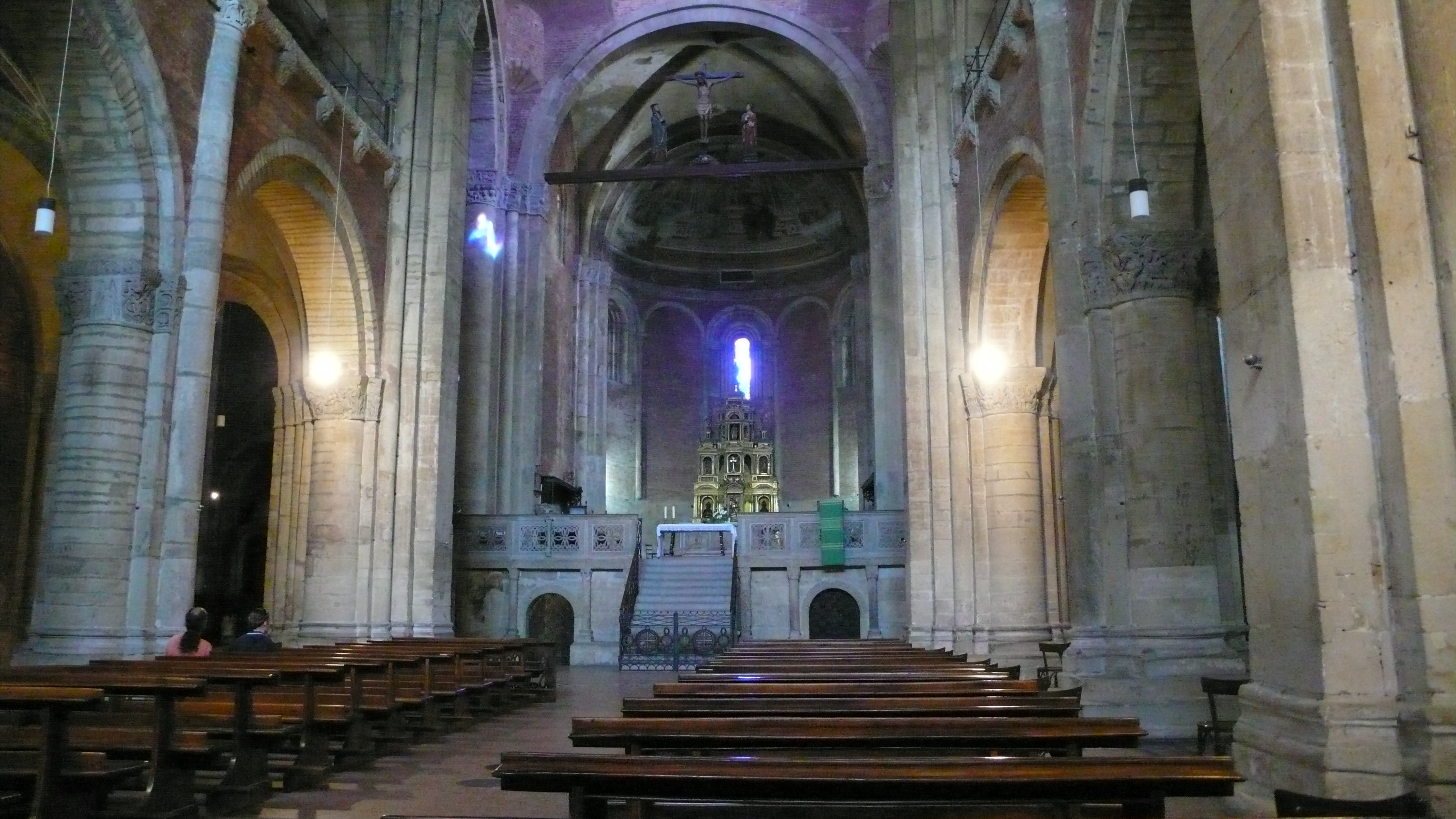
Церква Сан Мікел, вівтар
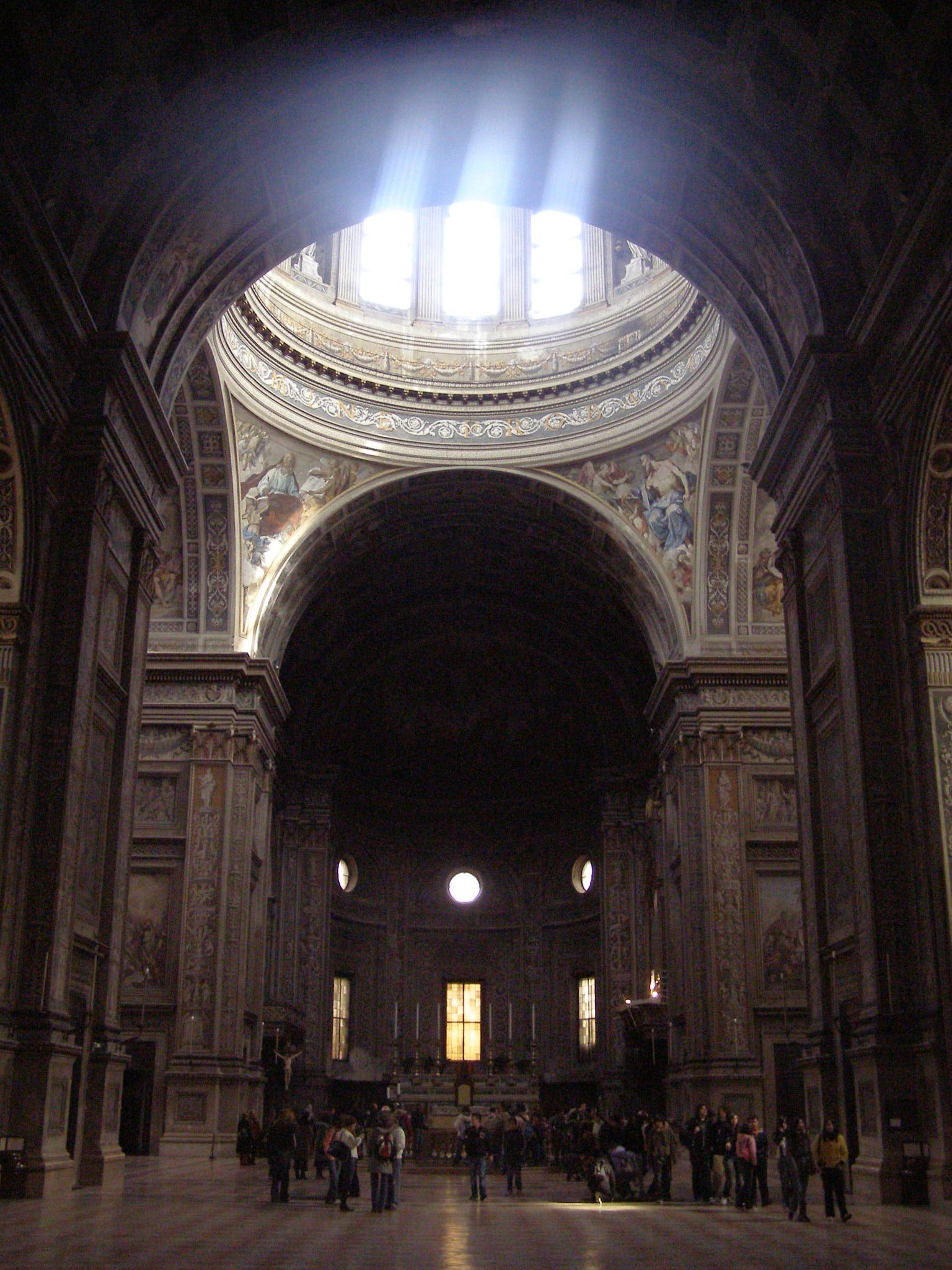
Церква Сант Андреа, Мантуя
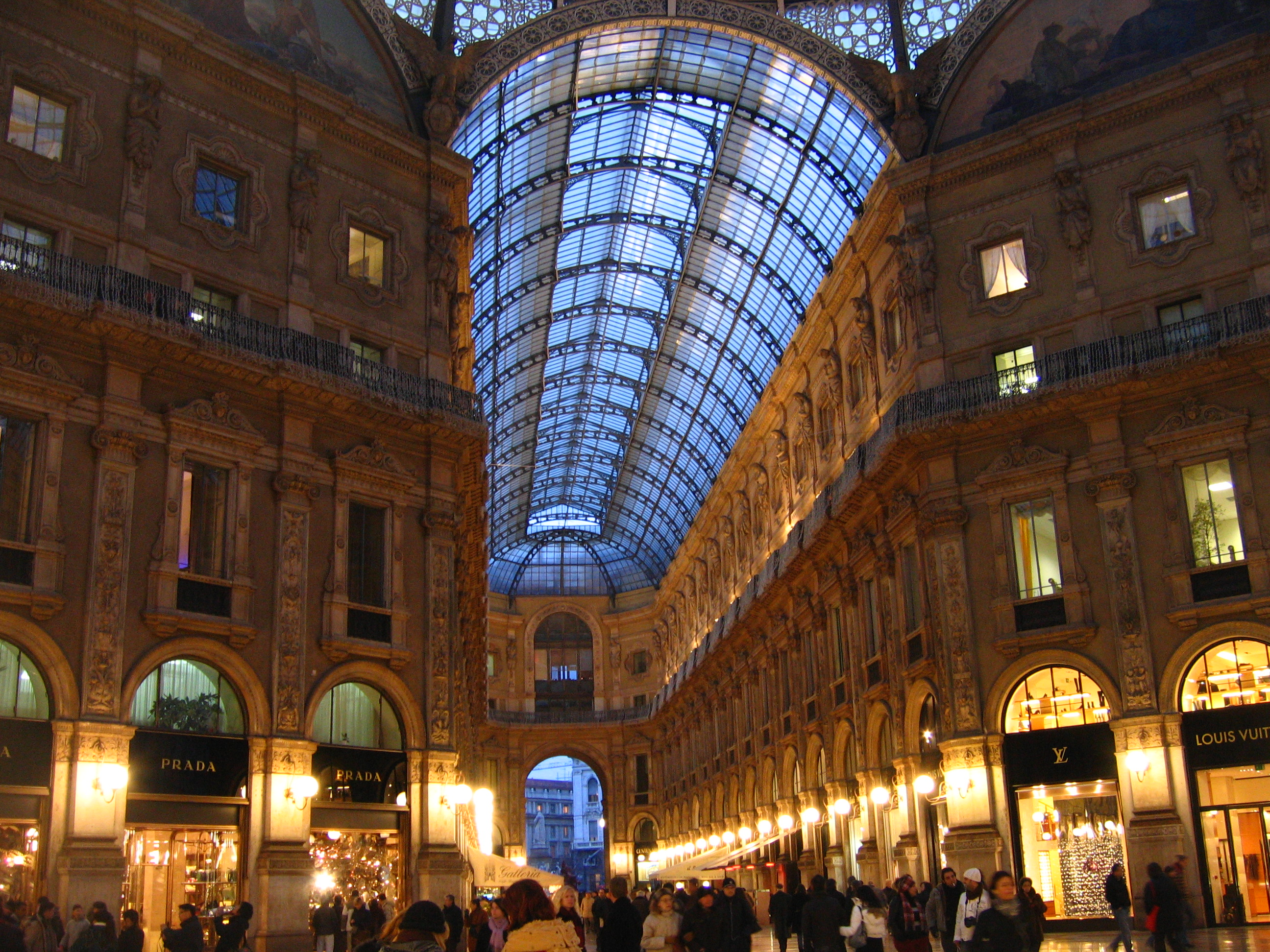
Галерея-пассаж Віктора Еммануїла ІІ

## Мілан релігійний
- Міланський собор (14-19 ст., видатна пам'ятка доби готики неіталійського, франко-німецького зразка)
- церква Сант Амброджо, (Базиліка Св. Амвросія, 10-12 ст.)
- Базиліка Св. Лаврентія
- церква Санта Марія делле Граціє
- церква Санта Марія прессо Сан Сатіро, 15 ст.
- Храм Санто-Стефано Маджоре
- Храм Сан Марко
- церква Сан Сісто

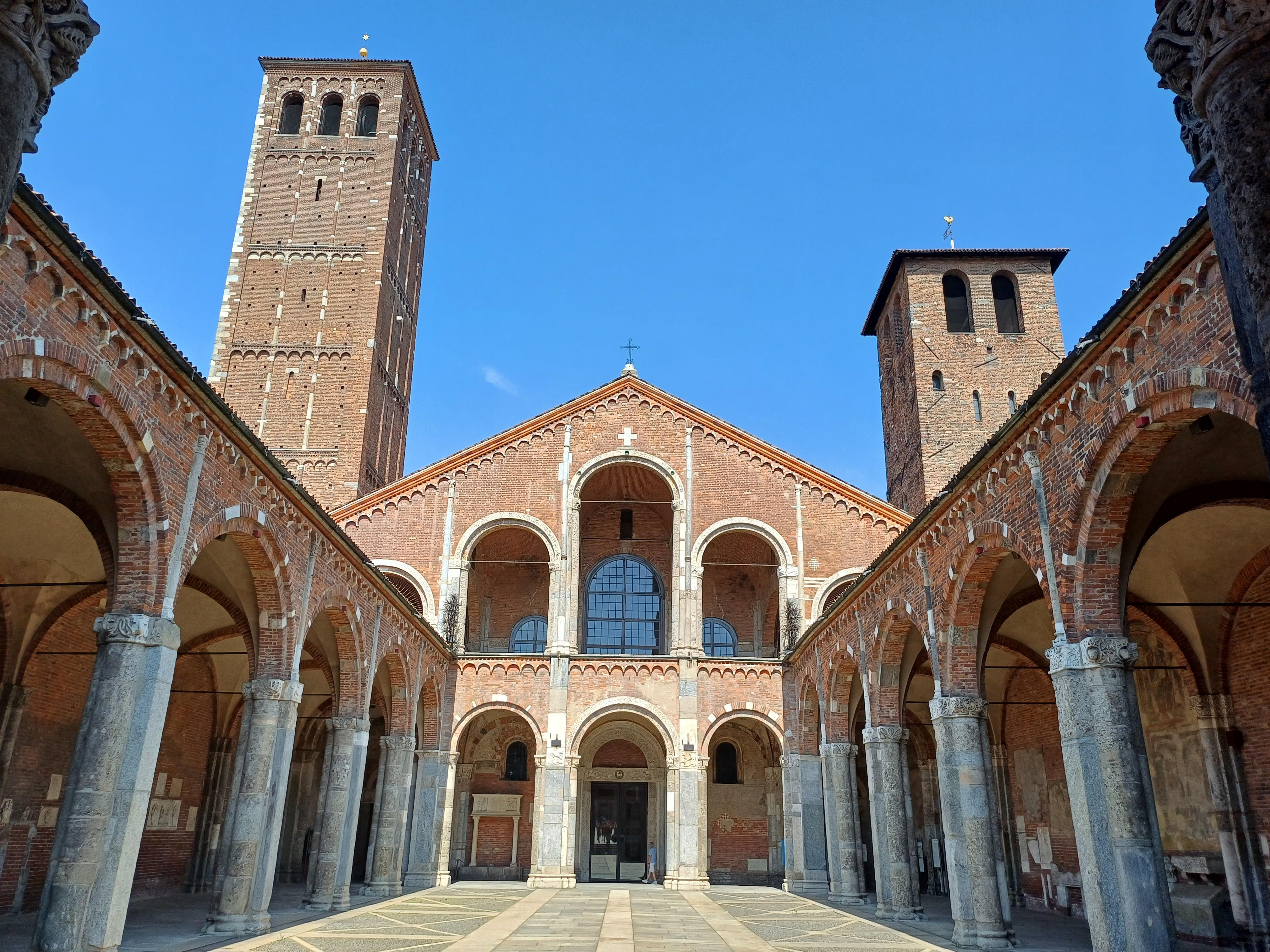
Базиліка Св. Амвросія, дворик
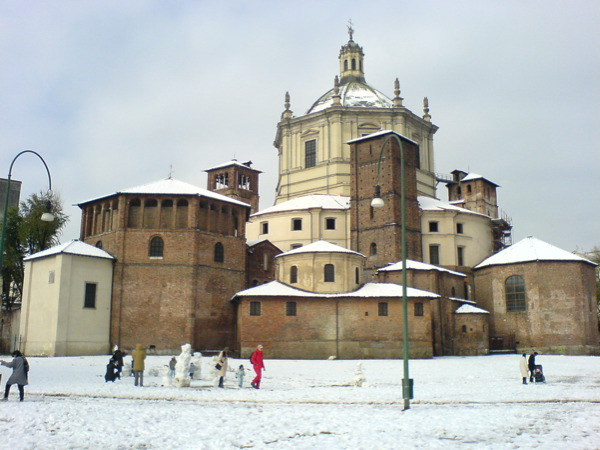
Базиліка Св. Лаврентія взимку ззовні
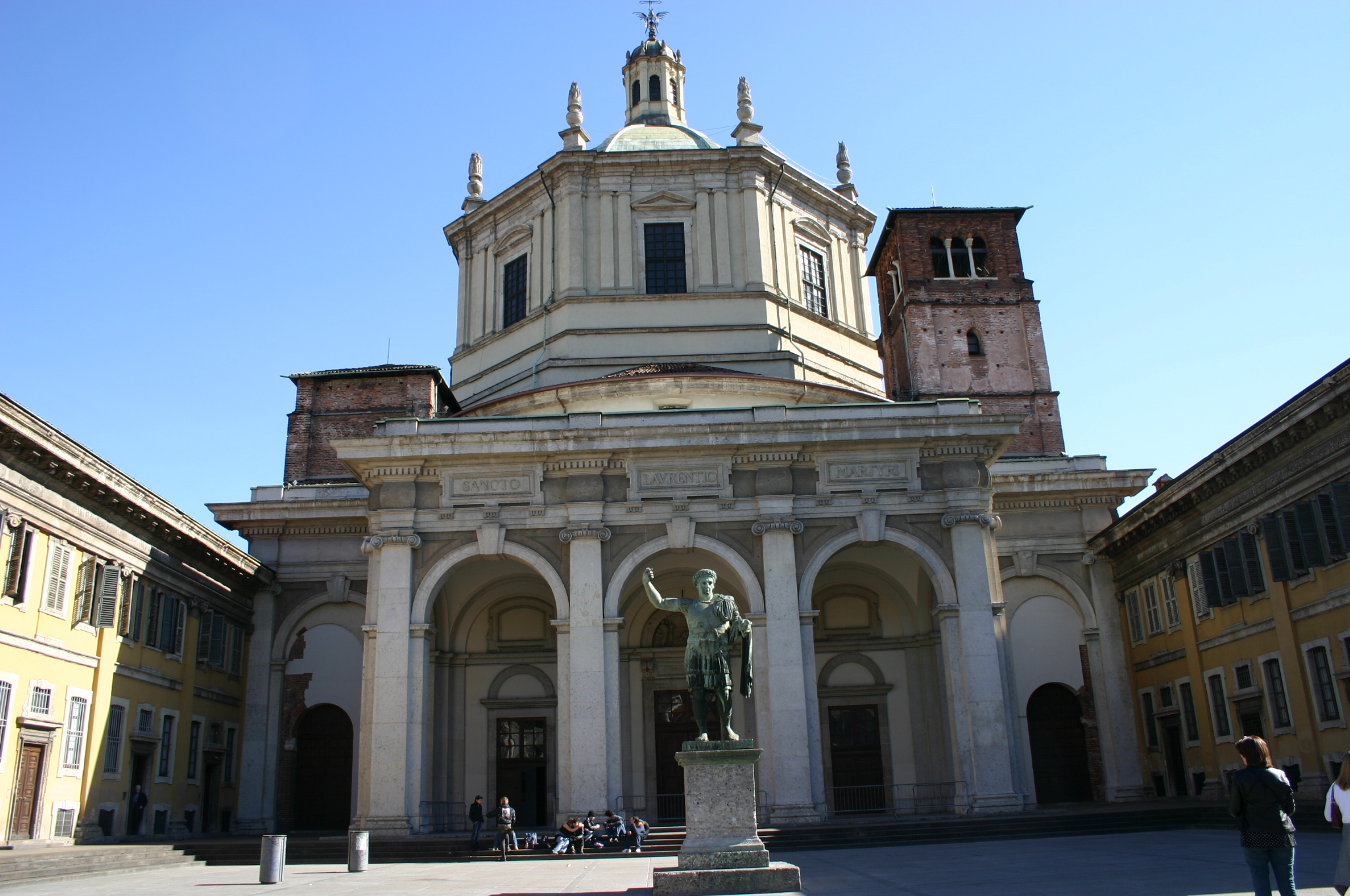
Базиліка Св. Лаврентія, головний фасад 19 ст.
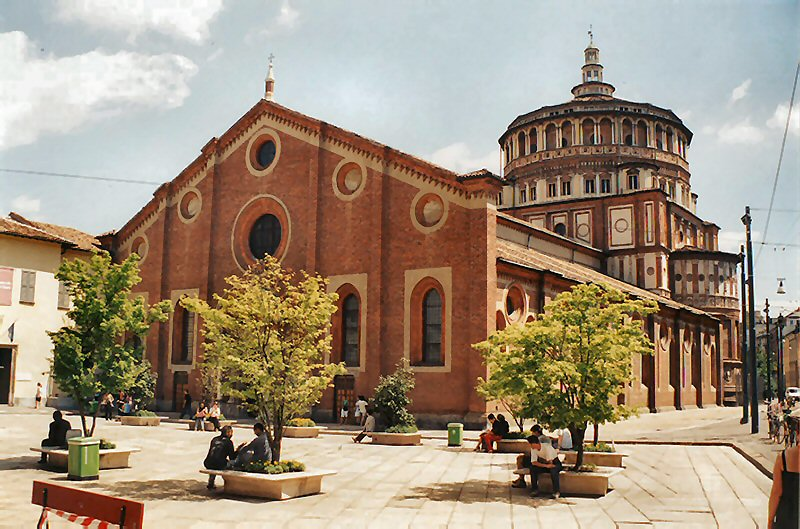
Церква Санта Марія делле Граціє, фасад

## Музеї Ломбардії
- Академія Каррара, Бергамо
- Археологічний музей, Бергамо
- Палаццо Боромео (Ізола Белла — на острові)
- Музео цивіко Ала Понцоне (образотворче мистецтво), Кремона
- Музей страдіваріано, Кремона
- Пінакотека Брера, Мілан
- Музей Рісорджименто, Мілан
- Музей Польді Пеццолі (образотворче мистецтво), Мілан
- Музей сучасного мистецтва, Мілан
- Музей Багатті Вальсеккі, Мілан
- Музей театра Ла Скала, Мілан
- Музей науки і техніки, Мілан
- Пінакотека Амброзіана, Мілан
- Єгипетський музей, Мілан
- Планетарій, Мілан

## Особи, пов'язані з Ломбардією

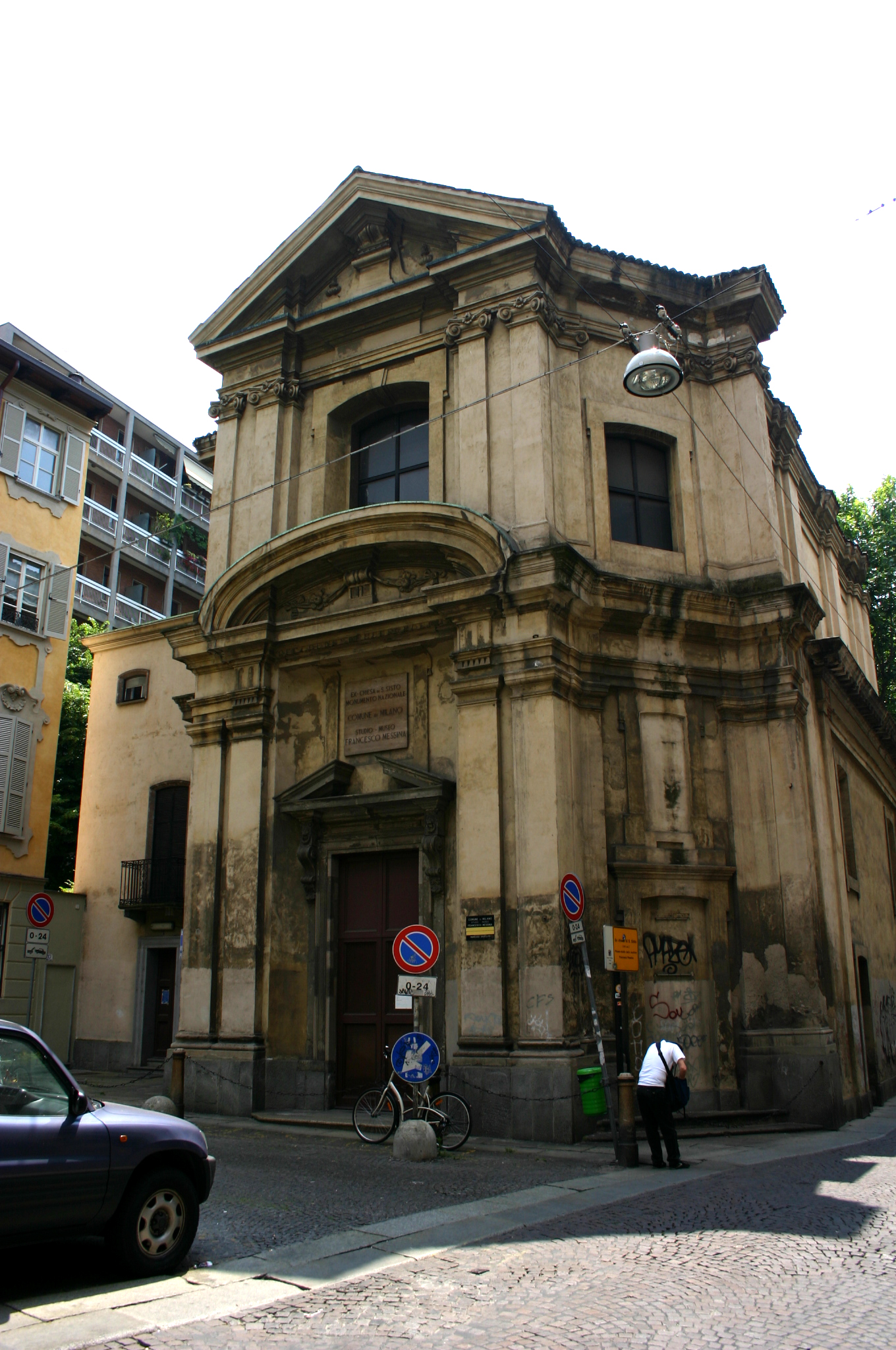
Церква Сан Сісто, Мілан, музей скульптора Франческо Мессіна

- Філарете, (бл. 1400 — бл. 1467), архітектор
- Альберті Леон-Баттіста, (1404—1472), архітектор, письменник, гуманіст
- Соларі, архітектор кінця 15 ст.(помер у 1493, відомий твір — Грановита палата, Москва)
- Алевіз да Каркано, архітектор
- Карло Борромео, кардинал
- Ян Марія Бернардоні, архітектор доби раннього бароко, працював в Речі Посполитої і в місті Несвіж
- Леонардо да Вінчі
- Джованні Джироламо Савольдо (бл.1480 — бл.1550), художник
- Лоренцо Лотто, (бл. 1480 — бл. † 1556), художник
- Моретто да Брешиа (1498—1554), художник
- Джованні Баттіста Мороні, (бл. 1525—1578), художник
- Вінченцо Скамоцці, (1548—1616) архітектор, представник стилю палладіанство
- Мікеланджело да Караваджо, (1573—1610) художник, засновник стилю караваджизм
- Еварісто Баскеніс, (1617—1677), художник
- Бонавентура Беттера, художник натюрмортів з музичними інструментами
- Ніколо Аматі, (1596—1684)майстер музичних інструментів
- Родина Гварнері, майстри музичних інструментів
- Родина Страдіварі, майстри музичних інструментів
- Пітер Пауль Рубенс, (1577—1640), художник
- Вітторе Гісланді, (1955—1743)художник доби бароко і рококо
- Джузеппе Марія Креспі, (1665—1747), художник
- Джованні Бенедетто Кастільйоне, (1609—1664), художник
- Алессандро Маньяско, (1667—1749), художник
- Джакомо Кваренгі, (1744—1817) архітектор
- П'єтро Гонзага, (1751—1831), театральний художник, сценограф, архітектор
- Стендаль, (1783—1842), французький письменник
- Андреа Аппіані, (1754—1817), художник, рятівник ломбардських фресок і картин
- Джованні Сегантіні, (1858-1/899), художник
- Шаляпін Федір Іванович, (1873—1938), оперний співак
- Філіппо де Пізіс, (1896—1956), художник
- Марія Каллас, (1923—1977), оперна співачка
- Франческо Мессіна, (1900—1995), скульптор

## Кухня
Типова страва — ризото алла Міланезе (витончена страва з рису з мозком вола, здобрена цибулею, шафраном, маслом, олією, м'ясним бульйоном і Лодійським сиром). Типові вина — Бонарді, Ольтрепо Павезе, Франчакорта, Вальтелліна.